# Odostomia panamensis
Odostomia panamensis is een slakkensoort uit de familie van de Pyramidellidae. De wetenschappelijke naam van de soort is voor het eerst geldig gepubliceerd in 1900 door Clessin.